# Mirel Dragoste
Mirel-Claudiu Dragoste (Cluj-Napoca, 24 gennaio 1995) è un cestista rumeno.

## Palmarès
- Coppa di Romania: 1

Sibiu: 2019